# Otto Stuppacher
Otto Leopold Stuppacher (Vienna, 3 marzo 1947 – Vienna, 15 agosto 2001) è stato un pilota automobilistico austriaco.

## Carriera
Debutta nel 1969 nella specialità delle corse in salita. Passa quindi al Campionato del mondo Marche Endurance giungendo terzo nella gara inaugurale del circuito di Zeltweg. Nel 1970 trova un ingaggio con la Bosch Racing Team con cui affronta il campionato europeo per vetture sport. L'anno seguente vince il campionato nazionale della Montagna, battendo anche un giovane Niki Lauda. Per alcune stagioni alterna l'impegno nelle corse in salita con quello nelle gare Endurance ma senza risultati di rilievo, tanto da abbandonare la carriera automobilistica nel 1972. Ritorna tre anni dopo ancora nel campionato Endurance.
Nel 1976, un po' per caso, sbarca in Formula 1. Vince una gara organizzata dall'ÖASC che mette in palio l'iscrizione al gran premio di casa con una Tyrrell 007 per i primi due concorrenti. Assieme a Stuppacher l'altro prescelto è Karl Oppitzhauser. Entrambi però non sono ammessi a partecipare in quanto considerati poco esperti con una scelta quanto meno curiosa visto che la stessa ÖASC organizza l'evento. Stuppacher non si perde d'animo e promuove una petizione presso i colleghi piloti per poter correre nelle gare seguenti.
Il pilota austriaco riesce a noleggiare la Tyrrell per i tre gran premi seguenti. A Monza non si qualifica ma la contemporanea squalifica di tre piloti lo riammette alla partenza. Il pilota ha tuttavia già abbandonato l'Italia, per cui perde la possibilità di correre. Nemmeno nelle restanti due occasioni (gran premi del Canada e degli Stati Uniti) riuscirà a qualificarsi. Da allora se ne perdono le tracce.
Viene trovato privo di vita nel suo appartamento a Vienna nel 2001 e viene sepolto nel cimitero di Hernalser, a Vienna.

## Risultati in F1
| 1976 | Scuderia    | Vettura     |  |  |  |  |  |  |  |  |  |  |  |  |    |    |    |  | Punti | Pos. |
| ---- | ----------- | ----------- |  |  |  |  |  |  |  |  |  |  |  |  | -- | -- | -- |  | ----- | ---- |
| 1976 | OASC Racing | Tyrrell 007 |  |  |  |  |  |  |  |  |  |  |  |  | NP | NQ | NQ |  | 0     |      |

| Legenda | 1º posto     | 2º posto | 3º posto    | A punti         | Senza punti/Non class.  | Grassetto – Pole position Corsivo – Giro più veloce |
| Legenda | Squalificato | Ritirato | Non partito | Non qualificato | Solo prove/Terzo pilota | Grassetto – Pole position Corsivo – Giro più veloce |